# Hygropoda campanulata
Espèce
Hygropoda campanulata est une espèce d'araignées aranéomorphes de la famille des Pisauridae.

## Distribution
Cette espèce se rencontre en Chine au Yunnan et en Thaïlande,.

## Description
La femelle holotype mesure 8,82 mm, les femelles mesurent de 7,11 à 10,32 mm,.

## Publication originale
- Zhang, Zhu & Song, 2004 : A review of the Chinese nursery-web spiders (Araneae, Pisauridae). Journal of Arachnology, vol. 32, no 3, p. 353-417 (texte intégral).